# Gorinchem

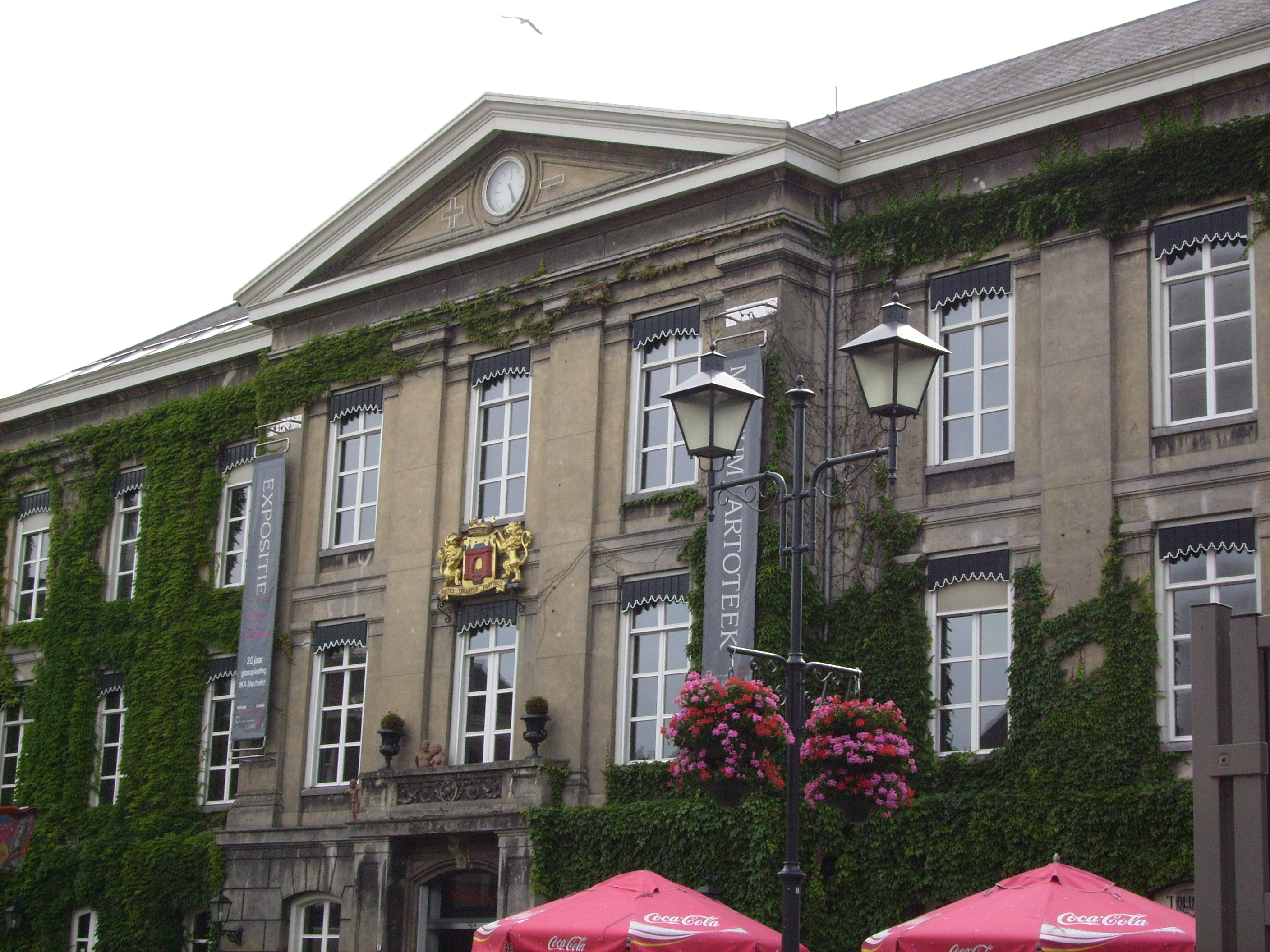
Il vecchio palazzo comunale di Gorinchem

Gorinchem  è una città neerlandese, nella provincia dell'Olanda Meridionale. La città, anche nota anche come Gorcum, è situata su un incrocio di diversi itinerari fluviali, stradali e militari. Il centro storico di Gorinchem è un'antica città fortificata.

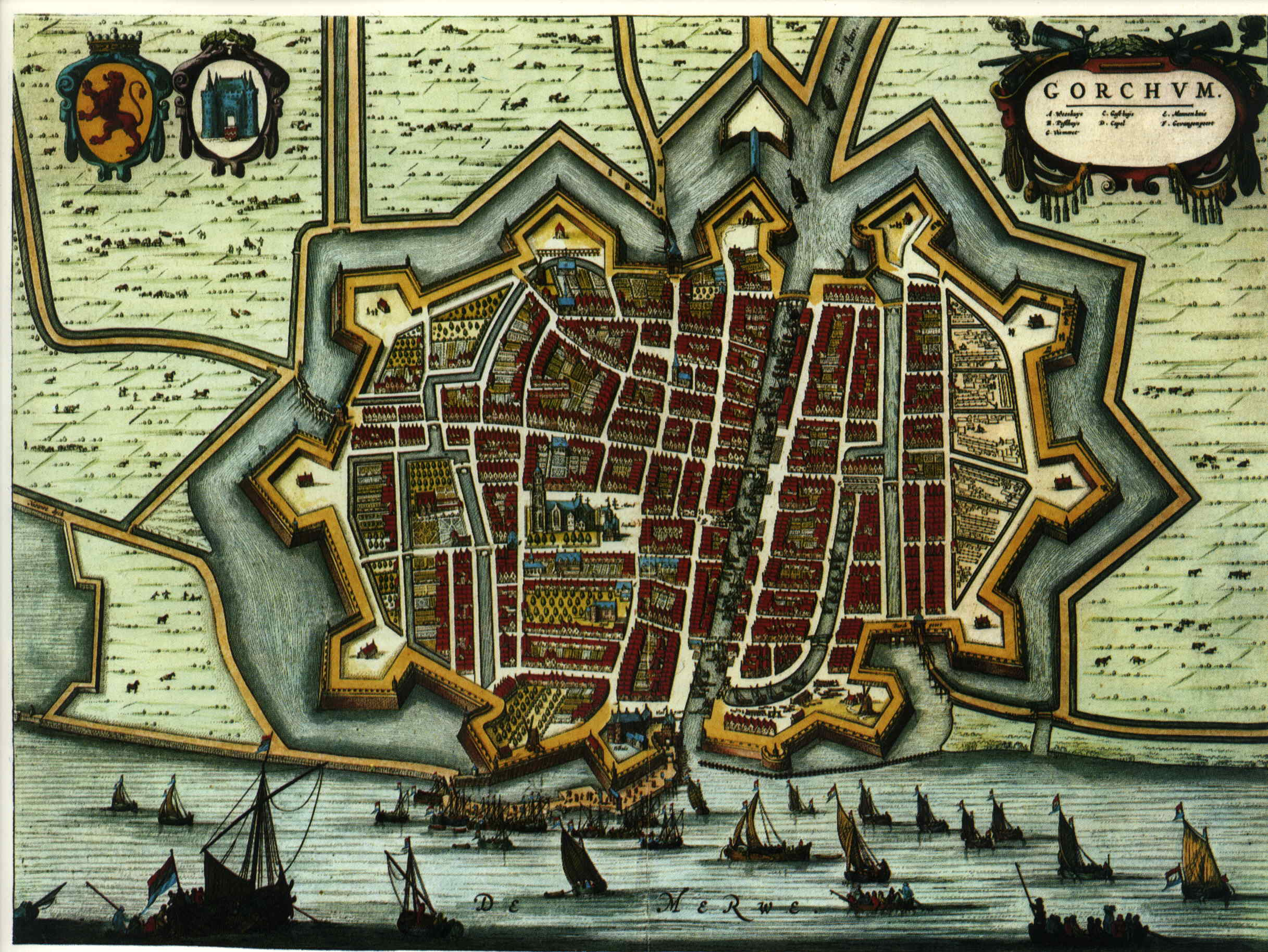
Mappa della cittadella di Gorcum - 1652

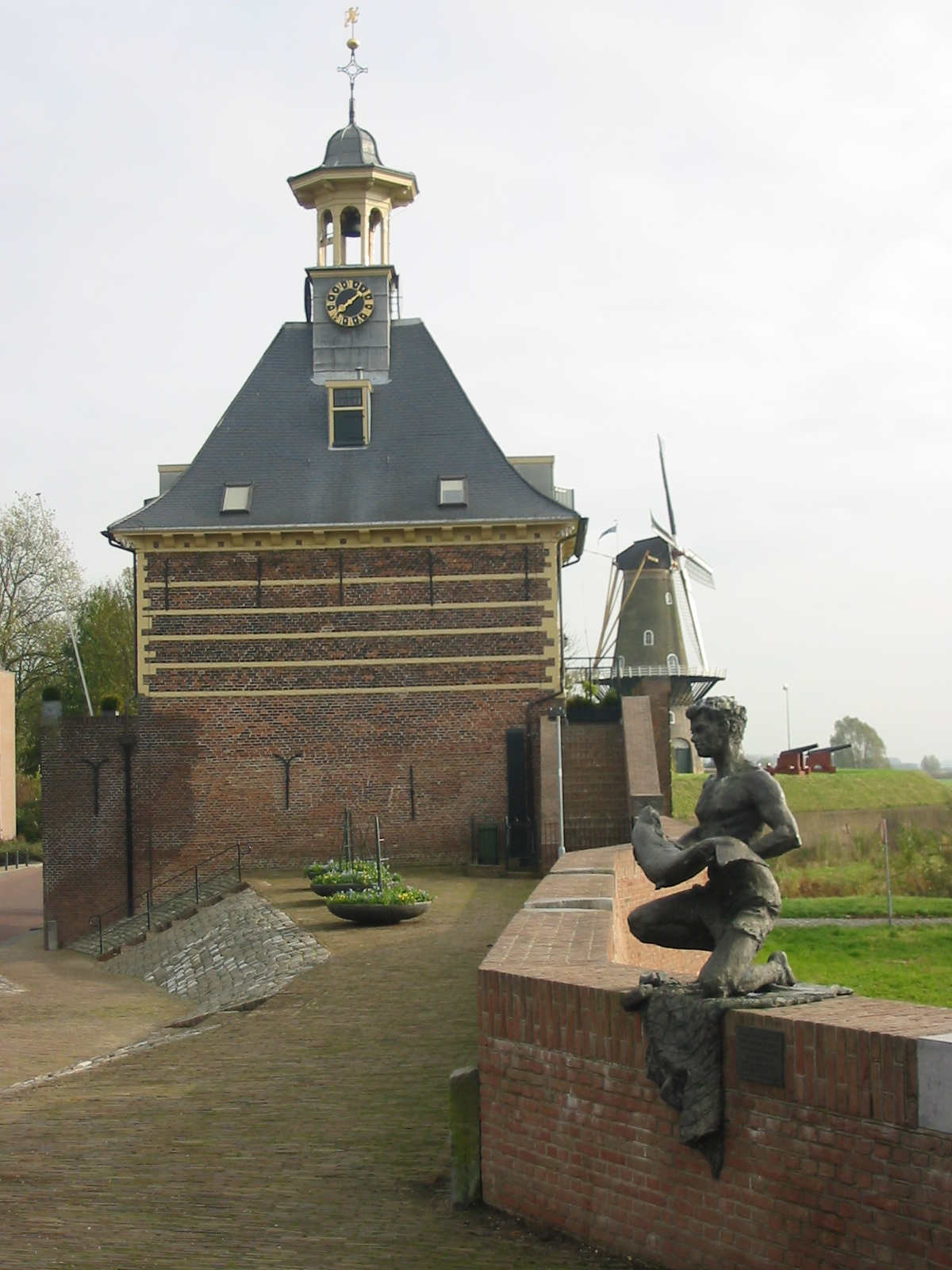
Porta di Dalem

## Storia
Gorinchem ricevette i suoi diritti cittadini nel 1382. Nel 1572 la città fu presa dai mendicanti del mare calvinisti che impiccarono 19 religiosi cattolici, i martiri Gorcomiensi.
Nel XVI secolo fu apprestata la fortificazione della città, che perse la sua valenza militare nel XX secolo. Nel XVIII secolo la città conobbe un declino economico, aggravato dalla guerra, collegata all'occupazione francese degli Paesi Bassi.
Nel XIX secolo la chiesa e il palazzo comunale medievale furono demoliti e sostituiti da costruzioni in stile neo-rinascimentale. Per fortuna il campanile della chiesa fu risparmiato e oggi domina sempre la città.
Nel XX secolo la città conobbe un progressivo ampliamento e oggi può contare quasi 35 000 abitanti.

## Infrastrutture e trasporti
Gorinchem è situata alla confluenza della Merwede e la Linge. Le autostrade A15 e A27, la linea ferroviaria Dordrecht-Elst e la Betuweroute passano lungo la città.

## Amministrazione

### Gemellaggi
Gorinchem è gemellata con:
- Lucca
- Sint-Niklaas
- Gangjin